# Mjasisjtsjev M-50

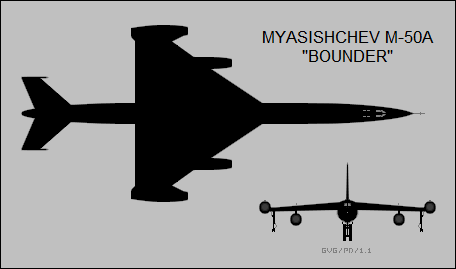
Mjasisjtsjev M-50A Bounder

De Mjasisjtsjev M-50 (NAVO-codenaam: Bounder) was een prototype Sovjet viermotorige supersonische bommenwerper ontworpen door het Mjasisjtsjev design bureau. Er is slechts een prototype gebouwd waarvan gedacht wordt dat die in 1957 voor het eerst vloog.
Het was een snelle straalaangedreven bommenwerper met vier motoren: twee Dobrynin VD-7 en twee VD7F turbojets. Twee motoren hingen onder de vleugels, en twee waren hoog gemonteerd aan de uiteinden van de deltavleugels.
De tweede M-50 kreeg de aanduiding M-52 en werd aangedreven door Zubets 16-17 turbojets, waar het toestel omheen was ontworpen. De M-50 deed mee aan een Sovjet Luchtvaart Dag flyby in 1961. De M-52 was afgebouwd, maar werd nooit getest.
M-4 · M-50 · M-55 · M-101 · M-103 · M-112 · M-500 · VM-T